# Hesperoptenus tickelli
Hesperoptenus tickelli é uma espécie de morcego da família Vespertilionidae. Pode ser encontrada na Índia (incluindo as Ilhas Andamão), Sri Lanka, Nepal, Butão, Myanmar, Tailândia, Laos, Camboja, e possivelmente no sudoeste da China.